# David Kramár
David Kramár (* 23. května 1979 Nové Město na Moravě) je bývalý český rychlobruslař.
V roce 1995 se zúčastnil Mistrovství světa juniorů, kde skončil na 50. místě. V následujících letech se účastnil pouze malých závodů, ve Světovém poháru debutoval v listopadu 1998. Startoval na Mistrovství Evropy 2000 (27. místo), v roce 2001 byl druhý na Mistrovství České republiky. Jako jediný český rychlobruslař se zúčastnil Zimních olympijských her 2002, v závodě na 1000 m se umístil na 43. místě. Poslední starty absolvoval v březnu 2003.